# 태풍 차바 (2016년)
2016년 제18호 태풍 차바(CHABA)는 2016년 9월 28일에 태평양에서 발생해 일본과 대한민국을 통과해 2016년 10월 6일에 소멸한 열대 저기압이다. 차바는 태국에서 제출한 이름으로 꽃의 한 종류이다.

## 이동 경로
9월 28일 오전 3시에 중심기압 1000hPa, 최대풍속 18m/s, 강풍 반경 280km, 크기 '소형'의 열대폭풍으로 미국 괌 동쪽 약 590km 부근 해상에서 발생하였다.(일본 기상청 태풍정보 속보치 기준) 발생 이후 이전 태풍들이 지나간 해역을 통과하는 바람에 서~북서진하면서 더디게 발달하였고, 10월 2일에 일본 오키나와 부근 해상에 접근하면서 급발달을 시작해서 10월 3일 오후 9시에 일본 오키나와 서남서쪽 약 120km 부근 해상에서 중심기압 905hPa, 최대풍속 59m/s, 강풍 반경 280km(북동쪽 반경)의 세력 '맹렬함', 크기 '소형'(일본 기상청 태풍정보 속보치 기준)의 태풍으로 최성기를 맞이하였다.
최성기 이후 북위 30도선을 통과하면서 편서풍과 높은 연직시어로 인해 급약화와 온대저기압화 과정에 들어가기 시작하며 북위 31도선에서 북동진으로 전향하였다.
북동진하면서 일본 기상청 태풍정보 속보치 기준으로 중심기압 955hPa, 최대풍속 41m/s의 세력으로 10월 5일 오전 4시에 제주특별자치도 서귀포시 성산읍에 최근접했고, 계속 북동진해서 일본 기상청 태풍정보 속보치 기준으로는 중심기압 965hPa, 최대풍속 36m/s의 세력으로 10월 5일 오전 11시에 경상남도 거제시에 상륙하였다. 한국 기상청 태풍정보 기준으로는 중심기압 970hPa, 최대풍속 35m/s의 세력으로 10월 5일 오전 11시에 부산광역시에 상륙하였다. 경상남도 거제시와 부산광역시에 상륙한 뒤에 동해상에 진출했다.
동해상에 진출한 차바는 온대저기압화가 더 가속화되어서 일본 기상청 태풍정보 기준으로는 10월 5일 오후 9시에 일본 센다이 서 약 380km 부근 해상에서 중심기압 986hPa의 온대저기압으로 변질되었다. 한국 기상청 태풍정보 기준으로는 10월 6일 0시에 일본 삿포로 남남동쪽 약 110km 부근 해상에서 중심기압 994hPa의 온대저기압으로 변질되었다. 10월 4일 0시 49분에 일본 오키나와 구메섬의 구메지마 공항에서 태풍 차바의 영향으로 순간최대풍속 59.7m/s를 기록하였다. 10월 5일 오전 4시 22분에 제주특별자치도 제주시 한경면 고산리에서 태풍 차바의 영향으로 순간최대풍속 56.5m/s를 기록하였다.

## 후피해

### 대한민국

#### 제주
대한민국은 10월 4일부터 태풍이 제주특별자치도 부근 해상으로 근접해 오면서 영향권에 들기 시작했다. 10월 4일 오후 8시를 기해 제주지방기상청은 제주도 육지 전역과 제주도 앞바다, 남해 서부 서쪽 먼바다에 태풍주의보를 발효했다. 해상에 풍랑주의보가 발효돼 타 지방으로 가는 9개 항로 여객선 15척 중 13척이 통제됐고, 도내 100여곳 항구에는 2,000여척의 어선이 대피했다. 제주특별자치도청 공무원들은 비상근무에 돌입했으며 각 학교들은 등하교 시간 조정, 야간자율학습 학생 조기 귀가 등의 조치를 취했다. 오후 11시가 되면서 기상청은 태풍주의보를 태풍경보로 대치했다.
태풍이 지나가던 밤 11시 33분 경에는 강풍에 쓰러진 나무가 전신주를 덮쳐 서귀포시 하원동 500여가구가 정전 피해를 겪었고, 11시 57분 경에 법환동 880여가구에도 정전이 벌어졌다. 도내 전 지역으로는 총 49,000여 가구가 정전 피해를 보았다. 하예 포구에서는 정박해 있던 5.7톤 규모의 어선이 전복됐다는 신고가 접수됐다. 많은 강수로 제주시 용담동의 한천이 범람하여 하천변 주차장에 서있던 차량들이 급류에 일부 쓸려가기도 했으며, 제주시 산지천 하류에 있는 남수각은 한 때 범람 우려로 지역 주민들에게 대피령이 내려졌다. 태풍 특보가 내려지면서 제주국제공항에서는 항공기 운항에 차질이 빚어져 관광객 6,300여 명의 발이 묶였다.

#### 남해안 일대
광주지방기상청은 5일 오전 2시를 기해 광주광역시와 전라남도 22개 시군에 태풍주의보를 발효했으며 이후 전남(장흥군, 완도군, 강진군, 광양시, 여수시, 보성군, 고흥군)일부 남해안을 태풍경보로 대치했다.

#### 부산광역시
태풍이 북상하면서 부산광역시도 대비에 들어갔다. 부산광역시는 재난안전대책본부를 가동하고, 공무원 비상근무체제에 돌입했다. 부산항 역시 4일 저녁부터 일시 폐쇄됐고, 선박 4,000여척이 인근 항구로 피항했다. 부산광역시 교육청은 5일 교육청 소속 유치원과 초등학교, 중학교를 임시 휴업하기로 결정했다.

#### 울산광역시
울산광역시도 태풍이 북상하면서 울산에서도 홍수가 났다. 태화강이 범람하여, 하천에 주차되어 있는 차량이 모두 침수되었다.
울산양정초등학교에도 태풍 때문에 홍수 때문에 물을 치우는 1학년 몇명 선생님들이 있었다.

## 관련 기록
| 순위  | 태풍 번호                      | 태풍 이름                      | 상륙 시(직전) 중심 기압        | 상륙 지점                      |
| ----- | ------------------------------ | ------------------------------ | ------------------------------ | ------------------------------ |
| 1위   | 5914*                          | 사라                           | 942 hPa                        | 경남 거제도                    |
| 2위   | 0314                           | 매미                           | 950 hPa                        | 경남 고성군 부근               |
| 2위   | 2009                           | 마이삭                         | 950 hPa                        | 부산광역시 부근                |
| 4위   | 2010                           | 하이선                         | 955 hPa                        | 울산광역시 부근                |
| 4위   | 2211                           | 힌남노                         | 955 hPa                        | 부산광역시 부근                |
| 6위   | 0014                           | 사오마이                       | 959 hPa**                      | 경남 고성군 부근               |
| 7위   | 0215                           | 루사                           | 960 hPa                        | 전남 고흥군                    |
| 8위   | 9503                           | 페이                           | 960 hPa                        | 남해도                         |
| 9위   | 1216                           | 산바                           | 965 hPa                        | 남해도                         |
| 9위   | 8613                           | 베라                           | 965 hPa                        | 충남 보령시 부근               |
| 9위   | 5707                           | 아그네스                       | 965 hPa                        | 경남 사천시 부근               |
| ※비고 | *JTWC 해석의 한반도 상륙 태풍. | *JTWC 해석의 한반도 상륙 태풍. | *JTWC 해석의 한반도 상륙 태풍. | *JTWC 해석의 한반도 상륙 태풍. |
| ※비고 | **통영에서의 실측치.           |                                |                                |                                |

| 순위 | 태풍 번호 | 태풍 이름 | 최대 순간 풍속 | 관측 연월일 | 관측 장소 |
| ---- | --------- | --------- | -------------- | ----------- | --------- |
| 1위  | 0314      | 매미      | 60.0 m/s       | 2003/9/12   | 제주      |
| 2위  | 0012      | 프라피룬  | 58.3 m/s       | 2000/8/31   | 흑산도    |
| 3위  | 0215      | 루사      | 56.7 m/s       | 2002/8/31   | 고산      |
| 4위  | 1618      | 차바      | 56.5 m/s       | 2016/10/5   | 고산      |
| 5위  | 1913      | 링링      | 54.4 m/s       | 2019/9/7    | 흑산도    |
| 6위  | 0711      | 나리      | 52.4 m/s       | 2007/9/17   | 울릉도    |
| 7위  | 1215      | 볼라벤    | 51.8 m/s       | 2012/8/28   | 완도      |
| 8위  | 9219      | 테드      | 51.0 m/s       | 1992/9/25   | 울릉도    |
| 9위  | 2009      | 마이삭    | 49.2 m/s       | 2020/9/3    | 고산      |
| 10위 | 8613      | 베라      | 49.0 m/s       | 1986/8/28   | 울진      |

## 같이 보기
- 태풍 사라 (1959년)
- 태풍 매미
- 태풍 산바 (2012년)
- 태풍 힌남노